# Szürkéslila pereszke
A szürkéslila pereszke (Lepista sordida) a pereszkefélék családjába tartozó, Eurázsiában és Észak-Amerikában honos, erdőszéleken, réteken, kertekben  élő, ehető gombafaj.

## Megjelenése
A szürkéslila pereszke kalapja 2-6 (10) cm széles, alakja fiatalon domború, később laposan kiterül, középen kissé benyomott lesz. Színe szürkéslila, piszkoslila, szürkésbarnás ibolyás árnyalattal. Kissé higrofán, nedvesen sötétebb árnyalatú. Felülete sima, csupasz. Széle sokáig aláhajló, idősen többé-kevésbé hullámos.
Húsa vékony, halvány szürkéslila színű. Szaga földes, dohos; íze enyhe gombaízű, esetleg kissé kesernyés.
Széles lemezei a tönkre foggal lefutók. Színük fiatalon piszkosfehéres, majd lilásszürkék, idősen piszkosbarnásak lesznek.
Tönkje 4–8 cm magas és 0,5-1,5 cm vastag. Alakja hengeres, felülete szálas. Színe a kalapéval egyezik: halványlila, felülete fehéresen szálas.
Spórapora halvány rózsaszínes vagy krémszínű. Spórája elliptikus, enyhén szemcsés, mérete 6,5-8 x 4-4,5 µm.

### Hasonló fajok
A lila pereszkével, az ibolyás pereszkével vagy a lilatönkű pereszkével téveszthető össze.

## Elterjedése és termőhelye
Eurázsiában és Észak-Amerikában honos. Magyarországon gyakori.
Erdőszéleken, réteken, kertekben, trágyázott, füves helyeken él, gyakran boszorkánykörben vagy csoportosan nő. Júniustól októberig terem.
Ehető. Antimikrobiális és antioxidáns tulajdonságokkal bír.

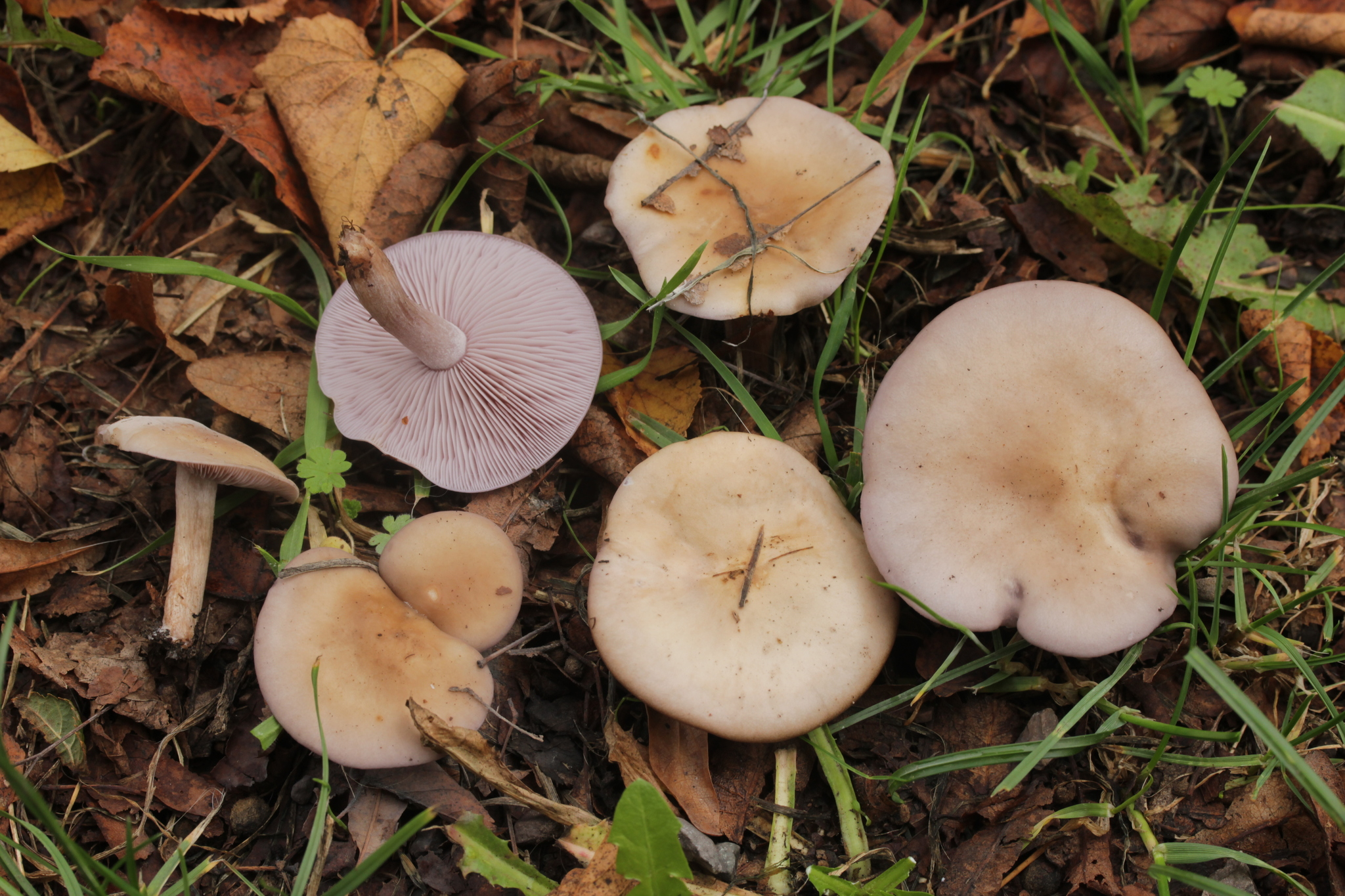
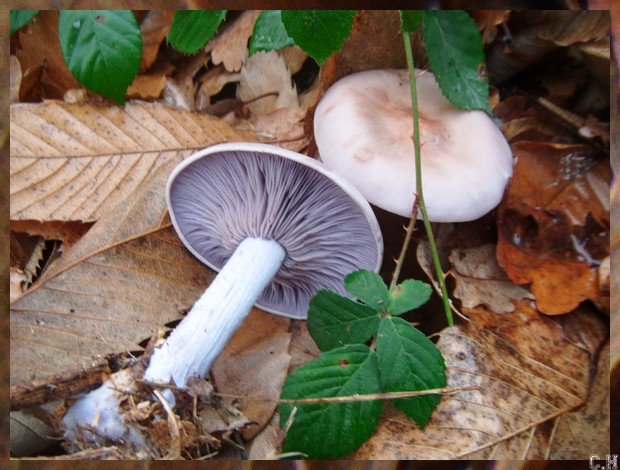
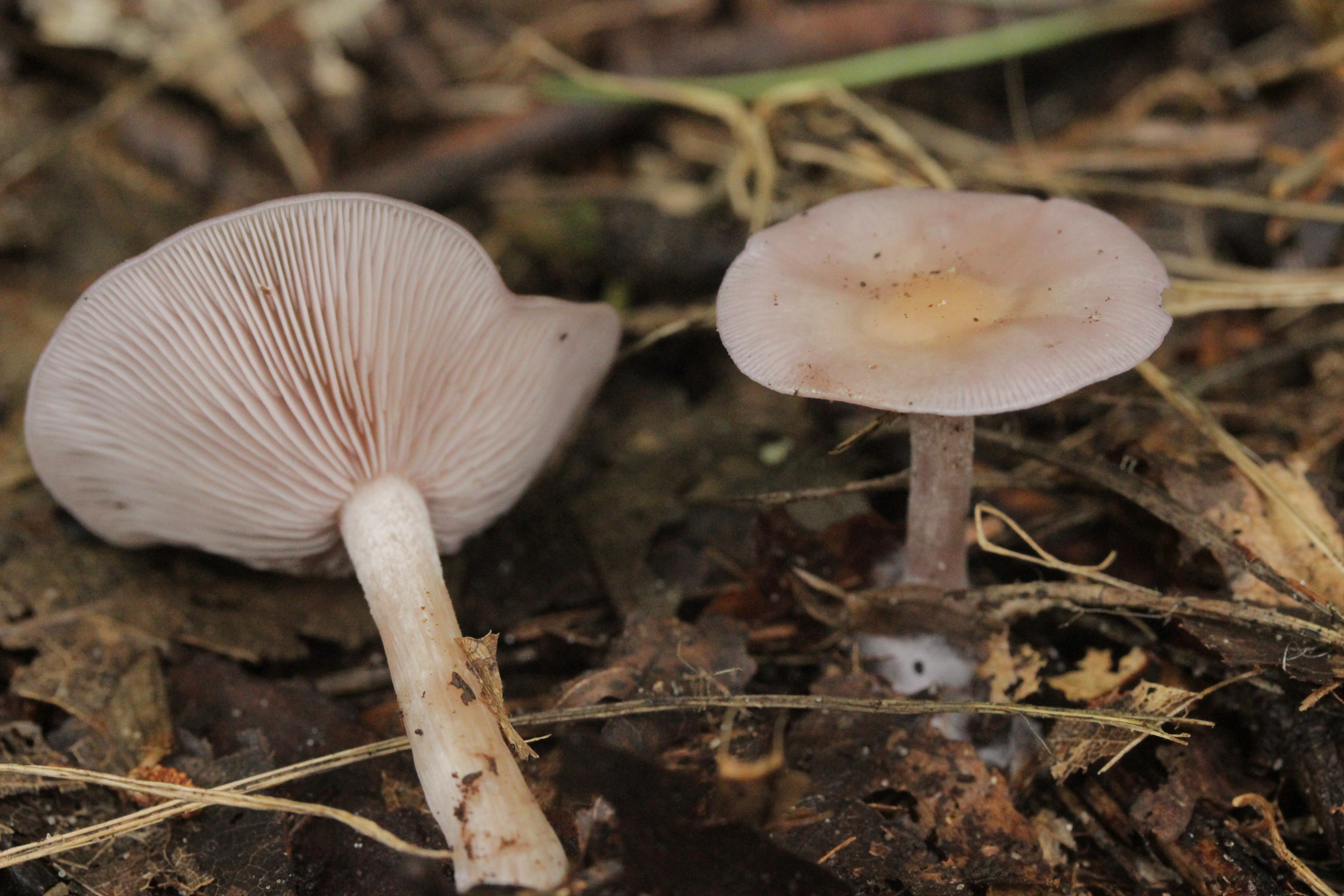
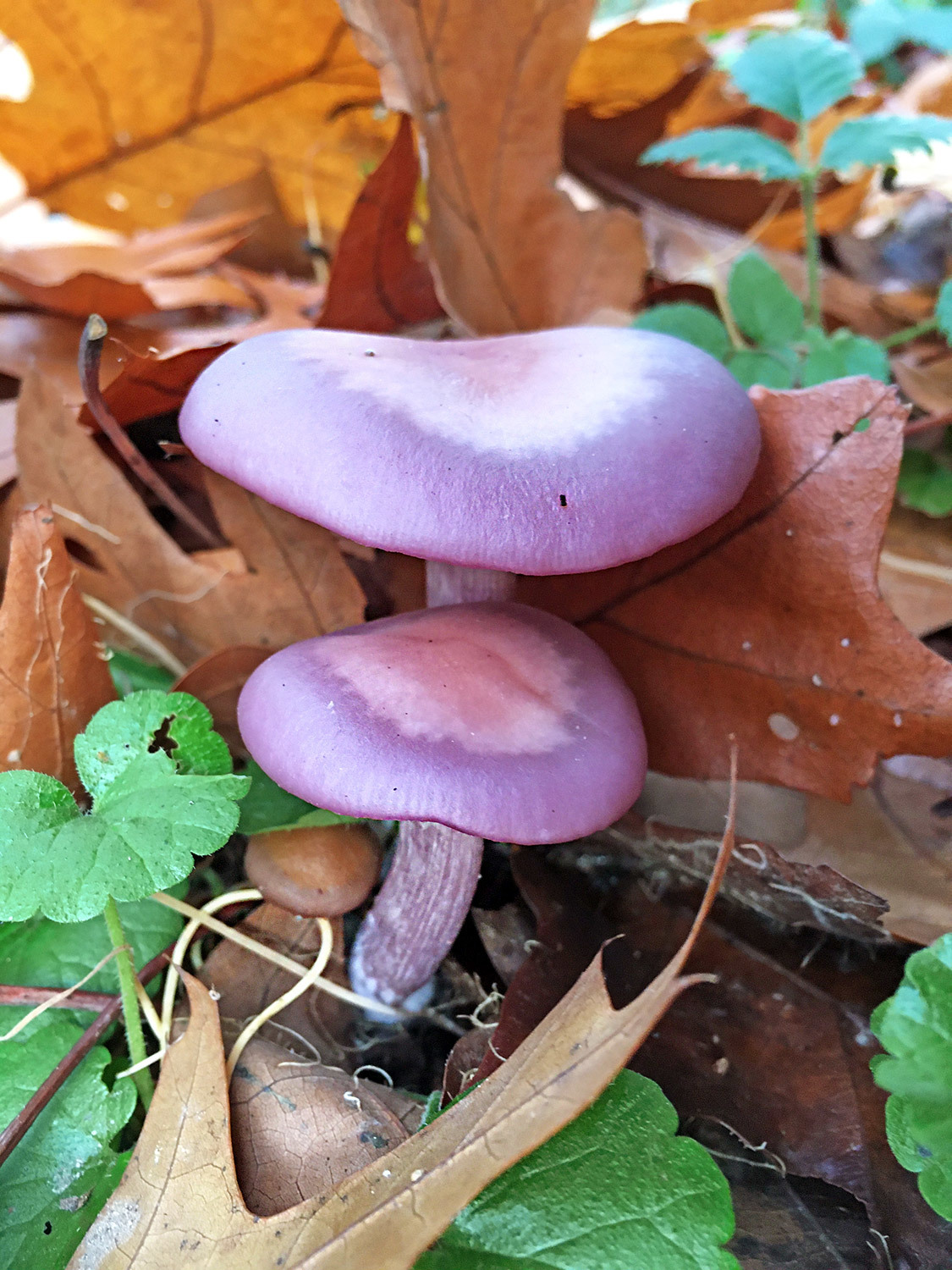
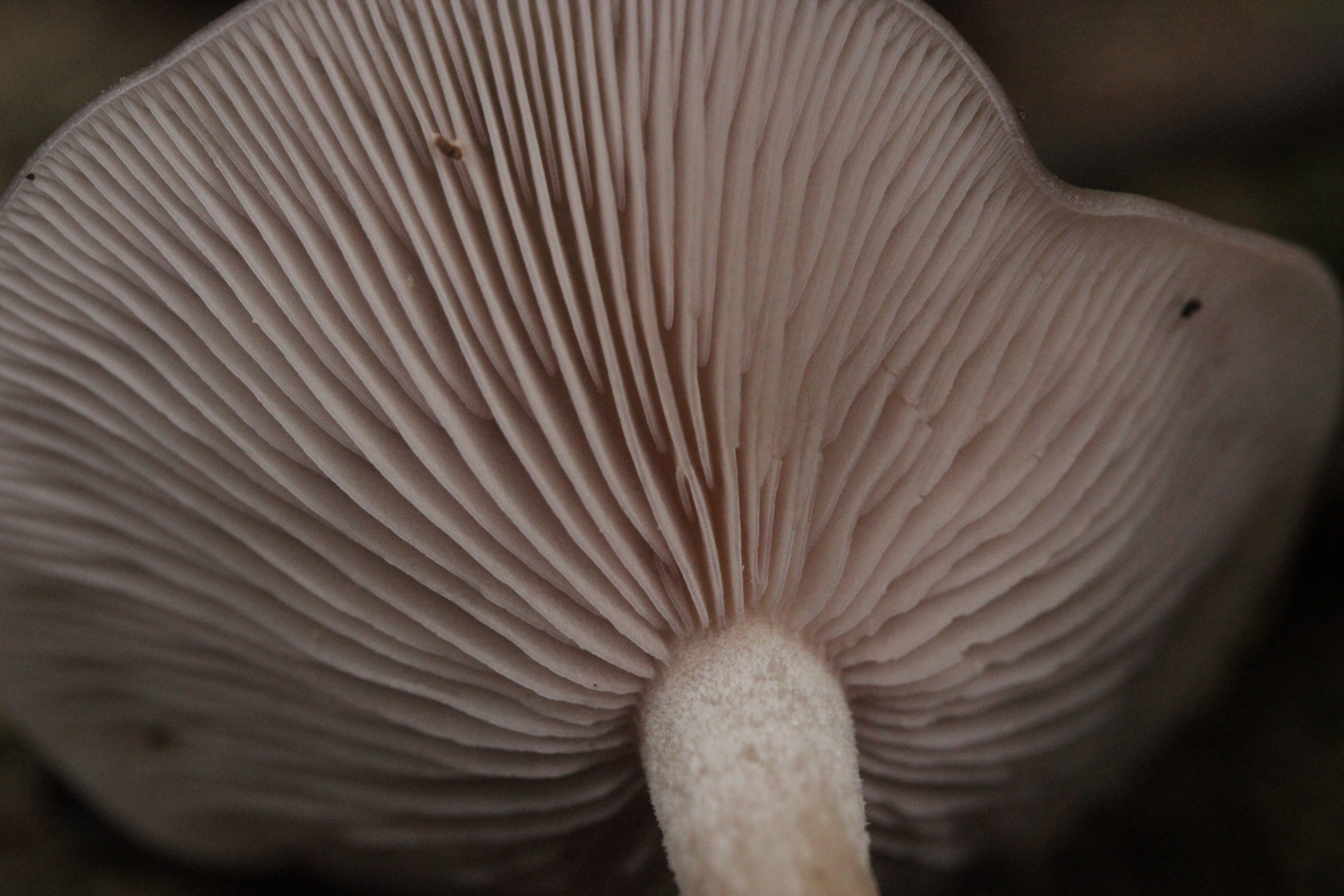